# Sindrome di Duncan

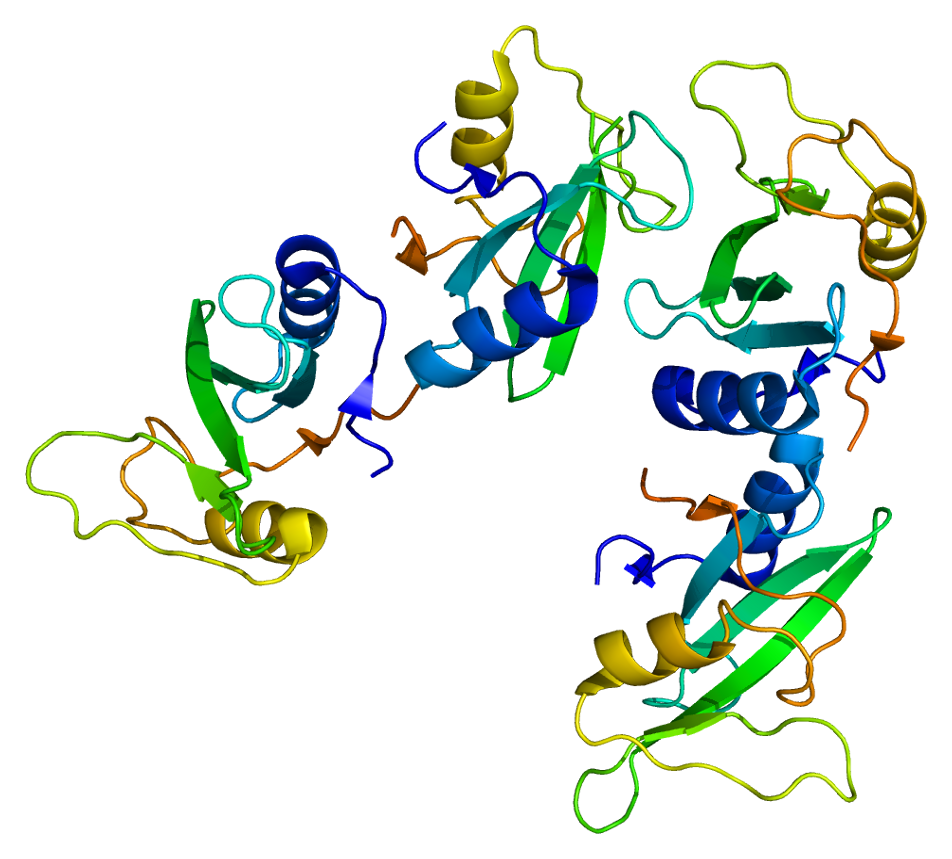
Diagramma della proteina codificata dal gene SH2D1A, responsabile della sindrome di tipo 1

La sindrome di Duncan (dal nome della prima famiglia affetta) o sindrome di Purtilo (dal nome dello scopritore) o sindrome linfoproliferativa legata al cromosoma X  o X-linked lymphoproliferative syndrome type 1 (XLP-1) o anche SAP deficiency è una malattia genetica rara legata ad una mutazione recessiva del gene SH2D1A (SLAM-associated protein: SAP) sul cromosoma X. Essa viene diagnosticata ogni anno in meno di 1 su 1.000.000 di bambini o adolescenti.
Esiste anche una seconda variante genetica della sindrome: la XLP-2 o X-linked inhibitor of apoptosis protein gene o XIAP deficiency  che incide per il 20% della sindrome nel suo complesso.
Entrambe fanno parte delle malattie linfoproliferative X-correlate.
La sindrome è correlata nella maggior parte dei casi, ad una risposta immunitaria inadeguata all'infezione del virus Epstein-Barr (EBV).

## Clinica
La malattia è generalmente asintomatica e si manifesta solo quando i bambini che hanno la mutazione genetica sono esposti al virus di Epstein-Barr (EBV). 
La malattia è una immunodeficienza primaria spesso fatale che si associa all'espansione esuberante del CD8 (+) attivato delle cellule T dopo esposizione al virus di Epstein-Barr.
Le principali manifestazioni cliniche della XLP consistono:
- nel 60% in linfoistiocitosi emofagocitica (HLH),
- nel 30% in malattia linfoproliferativa e
- nel 30% in disgammaglobulinemia.

La linfoistiocitosi emofagocitica, dovuta all'attivazione e all'eccessiva proliferazione delle cellule T e dei macrofagi, è una complicanza potenzialmente fatale. Essa si manifesta con febbre, itterizia, convulsioni, epatosplenomegalia, linfoadenopatia e citopenia. Successivamente possono evidenziarsi coagulopatia, disfunzione del sistema nervoso centrale, insufficienza multiorgano; raramente sono stati osservati anemia aplastica e vasculite linfocitica.
si è osservato come nella malattia vi è una iper produzione di interleuchine: IL-21 nella variante XLP1 e della IL-18 nella variante XIAP. Inoltre, nei soggetti affetti dalla patologia spesso si è notata un'associazione con coliti e gastriti.
Attualmente l'unica terapia è il trapianto di midollo osseo (allotrapianto di cellule staminali ematopoietiche) prima che il soggetto venga esposto al virus; le percentuali di mortalità sono alte con circa il 70% dei bambini non trattati. La prognosi dipende dalla comparsa di complicazioni, come i linfomi e la linfoistiocitosi emafagocitica.
Un gruppo di ricerca multinazionale ha dimostrato nella etiopatogenesi della malattia un ruolo decisivo per l'enzima diacilglicerolo chinasi (DGKα), enzima possibile bersaglio di terapie future.

### Terapia
La terapia della HLH prevede l'uso di steroidi e chemioterapici ed anche globuline antitimocitiche. Il (Rituximab) può essere usato per ridurre il carico virale di EBV e, indirettamente, determina l'attivazione dei linfociti T.